# Micula Nouă, Satu Mare
Micula Nouă este un sat în comuna Micula din județul Satu Mare, Transilvania, România. Este situat pe DJ194B.

 Acest articol despre o localitate din județul Satu Mare este deocamdată un ciot. Puteți ajuta Wikipedia prin completarea lui.